# Aeschynanthus dempoensis
Aeschynanthus dempoensis är en tvåhjärtbladig växtart som beskrevs av Spencer Le Marchant Moore. Aeschynanthus dempoensis ingår i släktet Aeschynanthus och familjen Gesneriaceae. Inga underarter finns listade i Catalogue of Life.